# Gaspard Koenig
Gaspard Koenig (París, Francia, 1982) es un profesor e intelectual francés. Profesor de Filosofía, es autor de numerosos ensayos y novelas. En 2013 fundó GenerationLibre, think tank que defiende un liberalismo girondino.

## Biografía
Gaspard Koenig es hijo de Jean-Louis Hue, exdirector de Le Magazine littéraire y crítico literario y de Anne-Marie Koenig, escritora. Alumno del Lycée Henri IV, Koenig se formó en la Escuela Normal Superior de Lyon, de la que se graduó en 2002. Tras un año de estancia en la Universidad de Columbia, obtuvo la agregación de Filosofía en 2004.
Estudioso de la obra de Gilles Deleuze, está interesado en las cuestiones epistemológicas. Comenzó su carrera profesional en la Universidad de Lille III. Más tarde, trabajó durante dos años en el gabinete de Christine Lagarde, ministra de Economía del gobierno francés. En 2009, se unió al Banco Europeo para la Reconstrucción y el Desarrollo (BERD) en Londres, donde estuvo a cargo de los asuntos institucionales. En 2013 se desvinculó del servicio público y fundó el think tank GenerationLibre. 
Colabora con el Instituto de Estudios Políticos de París) y tiene una columna semanal en el diario Les Échos. Desde 2016 publica la serie "Los aventureros de la libertad" en la revista Le Point. Es miembro de la Fundación Franco-Estadounidense.

## GenerationLibre
GenerationLibre es un think tank fundado en 2013 por Gaspard Koenig. El grupo defiende una especie de jacobinismo liberal o centrismo radical. Entre otras ideas, este think tank defiende una forma particular de renta universal, el uso habitual del referéndum popular o el laicismo del Estado.
En el debate público francés, Gaspard Koenig defiende un liberalismo clásico, inspirado en la Revolución francesa, en el que el Estado ocupe un lugar central y cuya misión última no es sino "liberar" al individuo de su propia tutela.[cita requerida]

## Otras actividades

### Novelista
En 2004 publicó Octave avait vingt ans, una sátira divertida de la sociedad francesa que llega a ser hilarante. Esta novela mereció el premio Jean-Freustié de 2005. En 2006 publica Un baiser à la russe, novela de intriga.

### Actor
Gaspard Koenig ha encarnado el papel de Ted Kennedy en la película Jackie (2016), del director chileno Pablo Larraín.

## Libros
- Octave avait vingt ans, novela, Grasset, 2004.
- Un baiser à la russe, novela, Grasset, 2006.
- Les discrètes vertus de la corruption, ensayo, Grasset, 2009.
- Leçons de conduite, ensayo, Grasset, 2011.[10]
- La nuit de la faillite, novela, Grasset, 2013.[11]
- Leçons sur la philosophie de Gilles Deleuze, Ellipses, 2013
- Liber, un revenu de liberté pour tous, con Marc de Basquiat, ensayo, Editions de l'onde, 2015.
- Le révolutionnaire, l'expert et le geek, ensayo, Plon, 2015.[12]
- Kidnapping, novela, Grasset, 2016.
- Les Aventuriers de la Liberté, ensayo, Plon, 2016.[13]
- Time to Philo, ensayo, Larousse, 2017.
- Voyages d'un philosophe aux pays des libertés, ensayo, Editions de l'Observatoire, 2018.

## Distinciones
- Premio Zerilli-Marimo, de l'Académie des sciences morales et politiques, por su ensayo" El revolucionario, el experto y el geek, Plon, 2014.
- Premio Turgot, por su ensayo" El revolucionario, el experto y el geek, Plon, 2014.
- Premio Jean-Freustié, por su novela Octave avait vingt ans, Grasset, 2004.